# Lorenzo Raggi
Lorenzo Raggi, född 1615 i Genua, död 14 januari 1687 i Ravenna, var en italiensk kardinal och biskop.

## Biografi
Lorenzo Raggi var nevö till kardinal Ottaviano Raggi. Lorenzo Raggi avlade filosofie doktorsexamen i Rom och var för en tid prelat vid den påvliga skattkammaren.
I oktober 1647 upphöjde påve Innocentius X Raggi till kardinaldiakon med Santa Maria in Domnica som titeldiakonia. Han innehade i tur och ordning titeldiakoniorna Sant'Angelo in Pescheria och Sant'Eustachio, innan han 1664 blev kardinalpräst med San Lorenzo in Damaso som titelkyrka.
I januari 1680 blev Raggi kardinalbiskop av Palestrina och biskopsvigdes av kardinal Alderano Cibo senare samma månad. Kardinal Cibo assisterades vid detta tillfälle av Giacomo Altoviti, titulärpatriark av Antiokia, och Odoardo Cibo, titulärärkebiskop av Seleucia in Isauria.
Kardinal Raggi avled i Ravenna år 1687 och är begravd i basilikan Sant'Apollinare Nuovo.

## Konklaver
| Konklav                          | Vald till påve                        |
| -------------------------------- | ------------------------------------- |
| 18 januari – 7 april 1655        | Alexander VII (Fabio Chigi)           |
| 2 – 20 juni 1667                 | Clemens IX (Giulio Rospigliosi)       |
| 20 december 1669 – 29 april 1670 | Clemens X (Emilio Altieri)            |
| 2 augusti – 21 september 1676    | Innocentius XI (Benedetto Odescalchi) |

## Bilder

Kardinal Raggis titeldiakonior
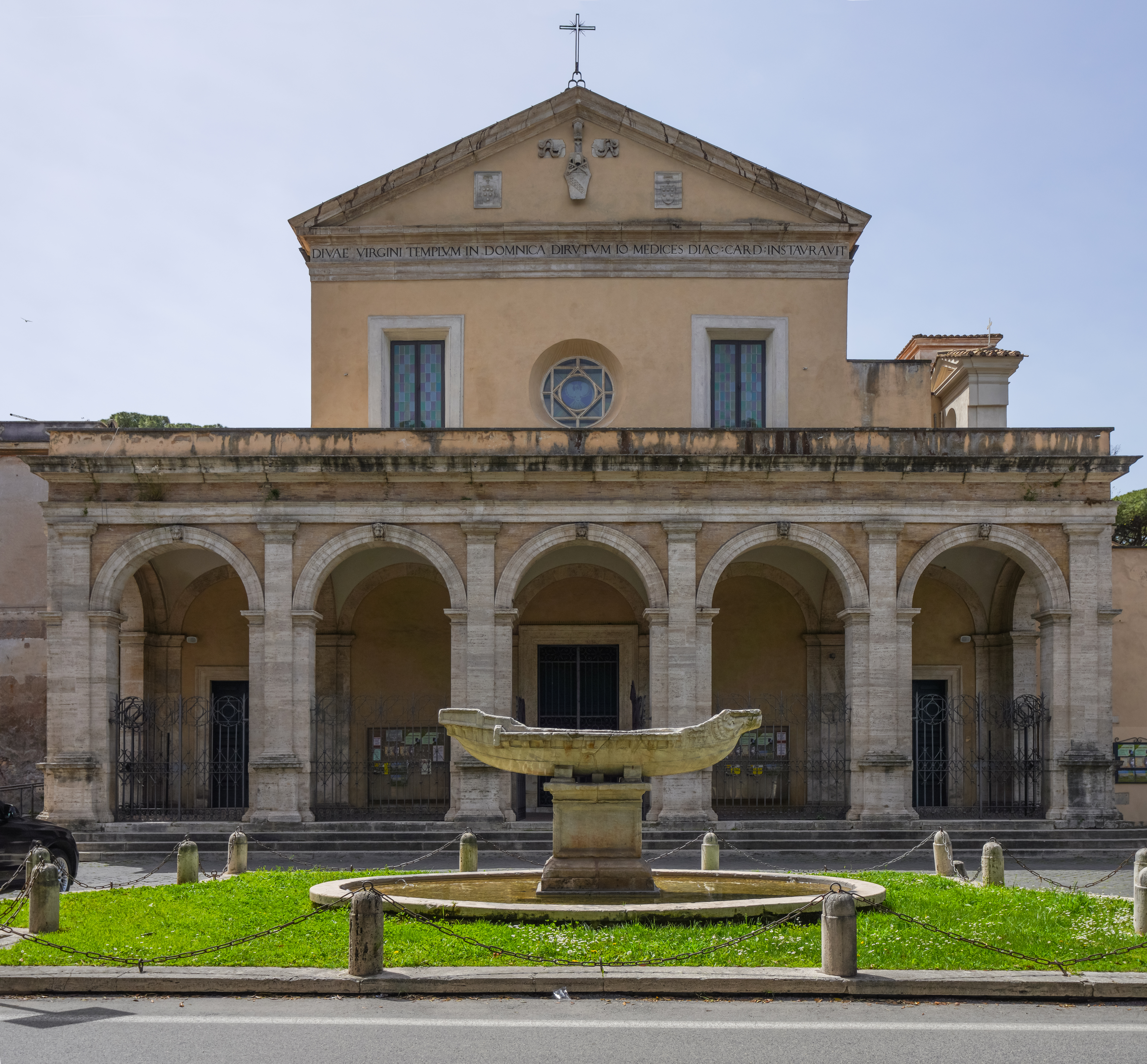
Santa Maria in Domnica.
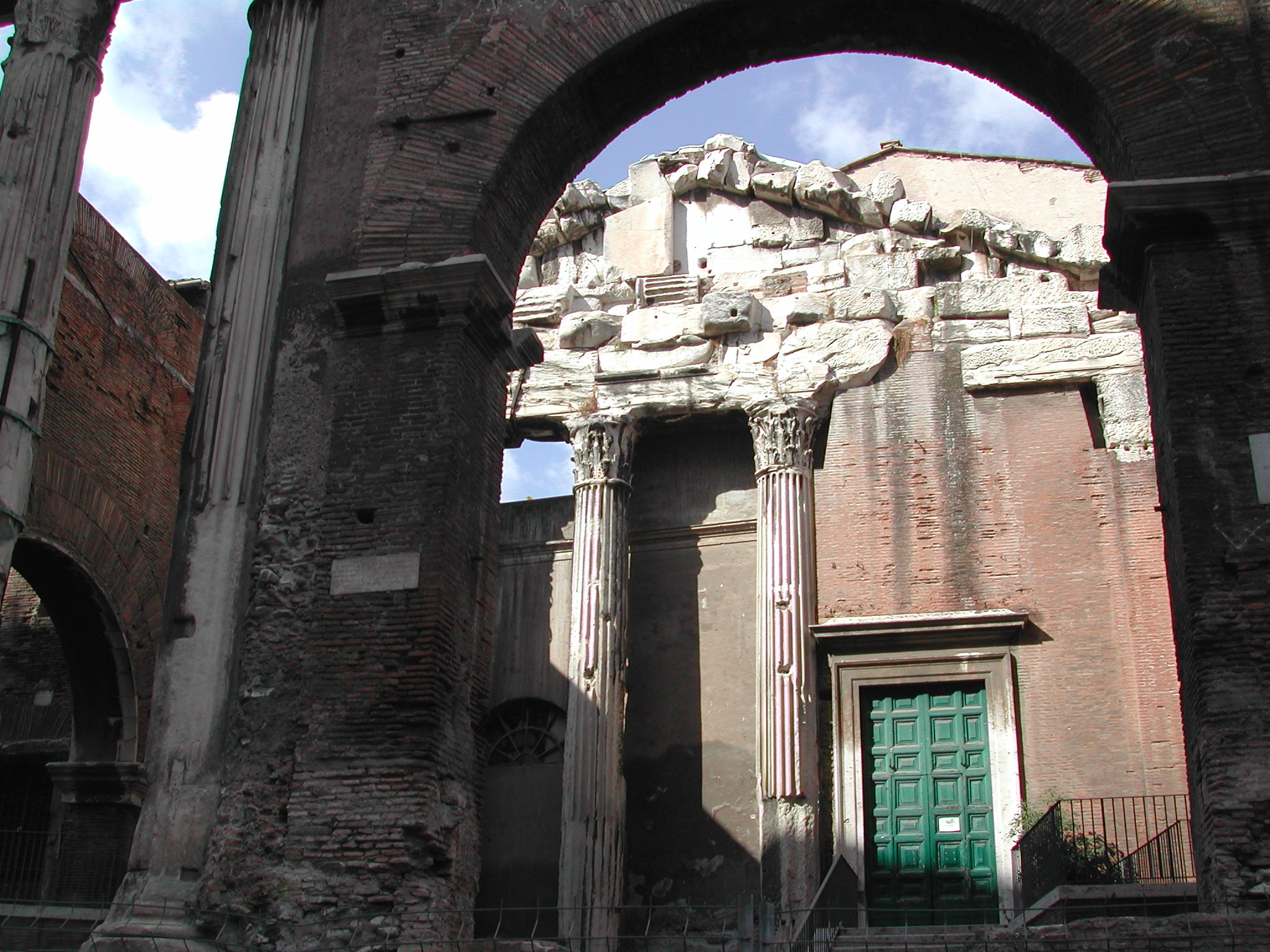
Sant'Angelo in Pescheria.
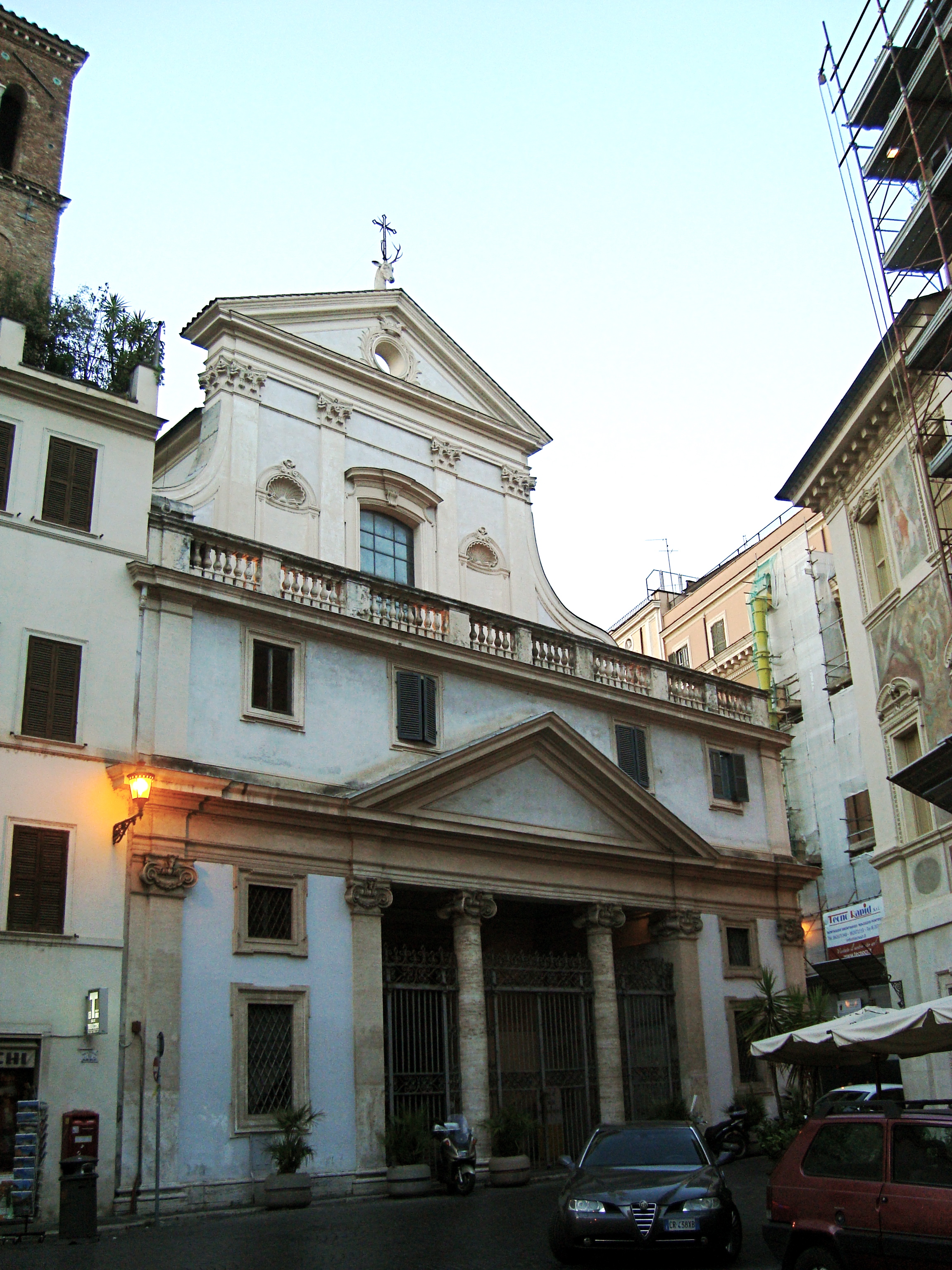
Sant'Eustachio.

Kardinal Raggis titelkyrkor
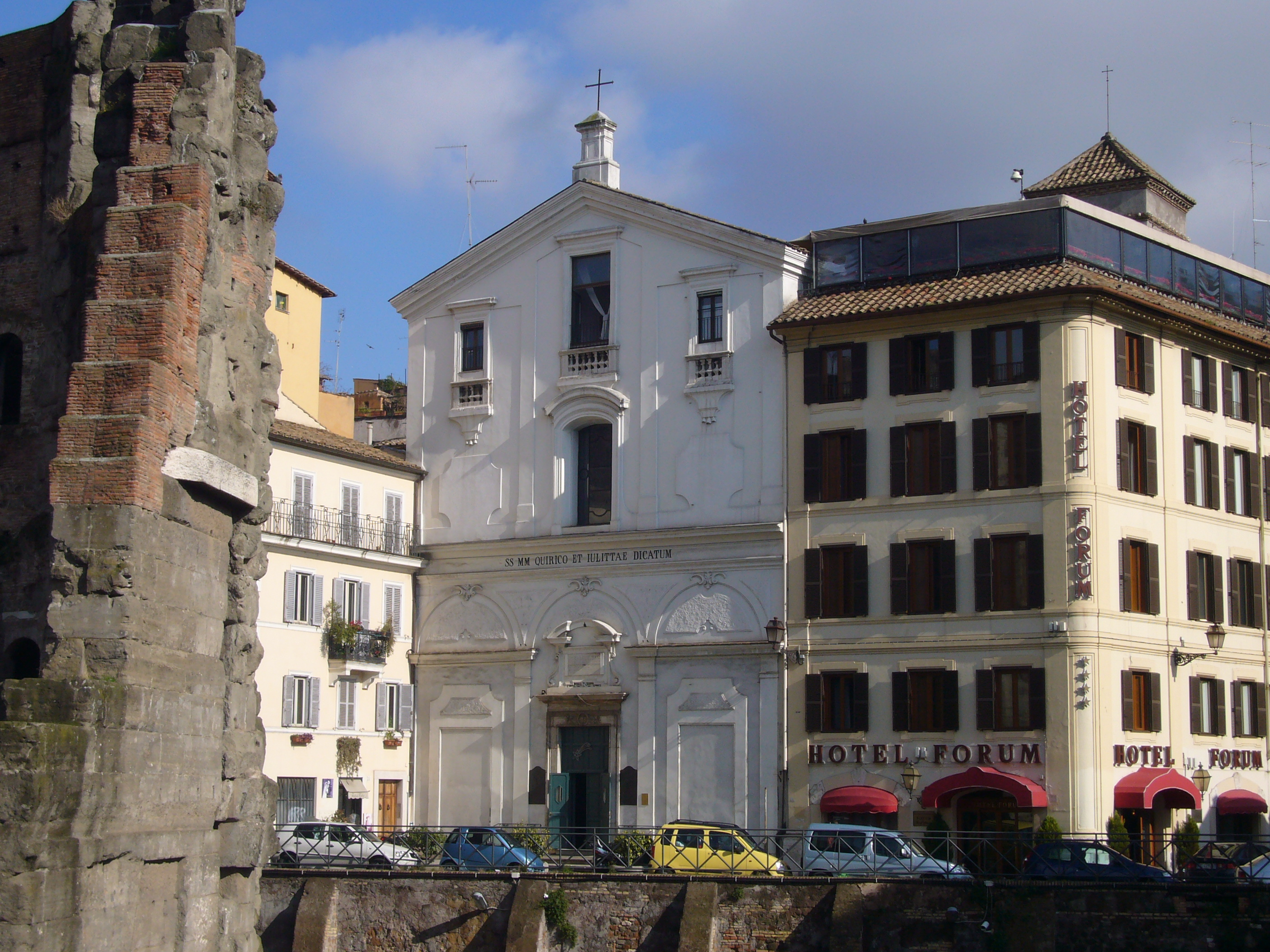
Santi Quirico e Giulitta.
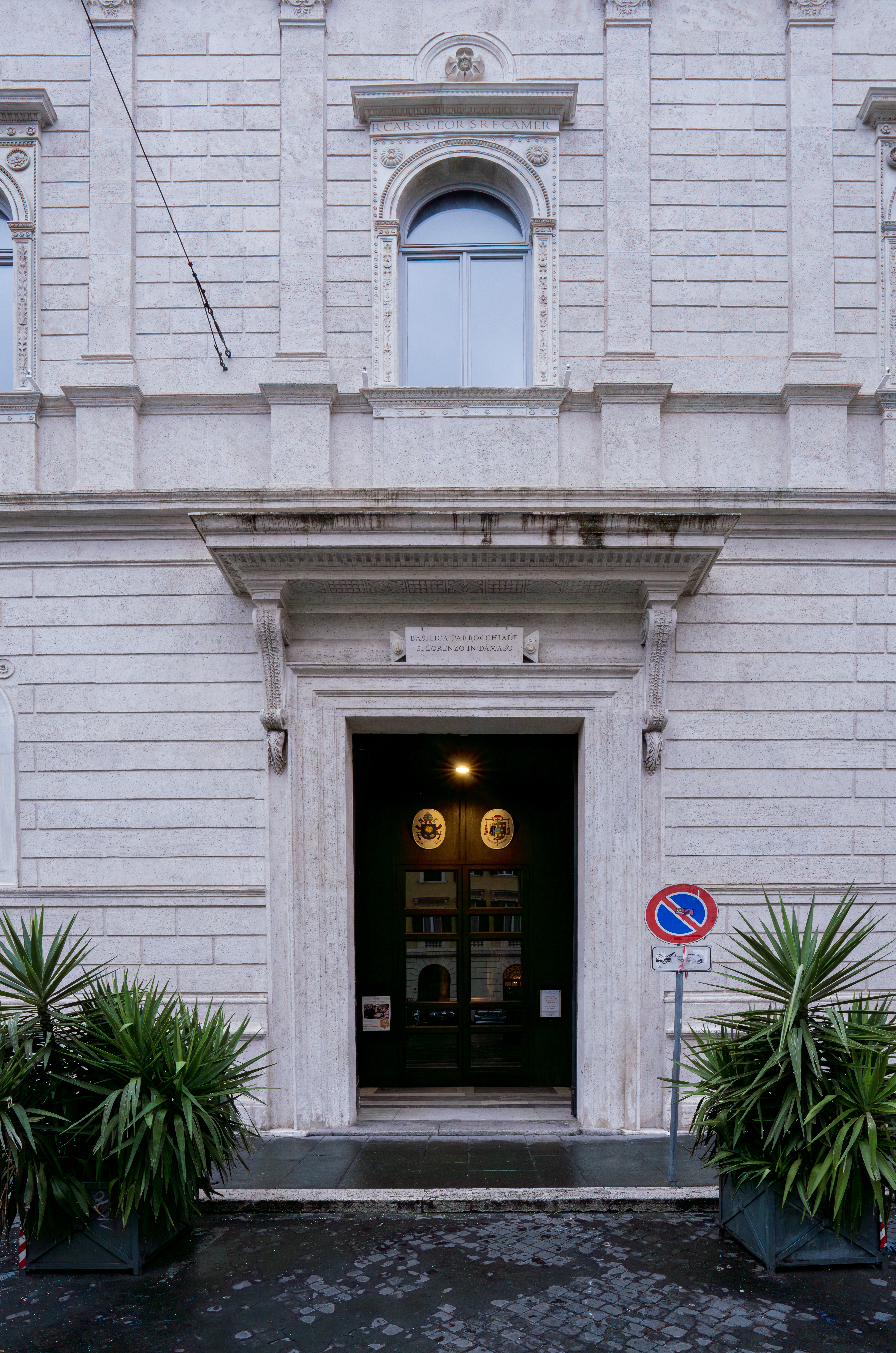
San Lorenzo in Damaso.